# Sayed Karam
Sayed Karam är ett distrikt i Afghanistan. Det ligger i provinsen Paktia, i den östra delen av landet, 90 kilometer söder om huvudstaden Kabul. Administrativ huvudort är Khandkhel.
Distriktet beräknades år 2022 ha cirka 65 000 invånare.